# Somerset (Wisconsin)
Somerset es una villa ubicada en el condado de St. Croix, en el estado estadounidense de Wisconsin. En el Censo de 2010 tenía una población de 2.635 habitantes y una densidad poblacional de 370,09 personas por km².

## Geografía
Somerset se encuentra ubicada en las coordenadas 45°7′38″N 92°40′26″O / 45.12722, -92.67389. Según la Oficina del Censo de los Estados Unidos, Somerset tiene una superficie total de 7.12 km², de la cual 7.12 km² corresponden a tierra firme y (0%) 0 km² es agua.

## Demografía
Según el censo de 2010, había 2.635 personas residiendo en Somerset. La densidad de población era de 370,09 hab./km². De los 2.635 habitantes, Somerset estaba compuesto por el 93.06% blancos, el 0.99% eran afroamericanos, el 0.65% eran amerindios, el 0.76% eran asiáticos, el 0.04% eran isleños del Pacífico, el 1.97% eran de otras razas y el 2.54% pertenecían a dos o más razas. Del total de la población el 5.12% eran hispanos o latinos de cualquier raza.